# Juliet Taylor
Juliet Taylor (Massachusetts, ...) è una direttrice del casting statunitense.

## Biografia
Juliet Taylor ha iniziato la carriera da direttrice del casting con il cult movie L'esorcista del 1973. Nel 1975 inizia una lunga collaborazione insieme a Woody Allen, partendo dalla pellicola Amore e guerra. Nel 1976, è anche la direttrice per Taxi driver di Scorsese e nel 1977 del film Io e Annie di Allen. Inoltre, sempre negli anni settanta, è stata la responsabile del casting per Incontri ravvicinati del terzo tipo di Spielberg e nel 1979 per Manhattan. Dopo esser stata la responsabile del casting per La rosa purpurea del Cairo, Radio Days e Hannah e le sue sorelle, nel 1986, è la direttrice per il lungometraggio Mission, e, nel 1990 per Il tè nel deserto. Oltre ad aver diretto tutto il casting per altri 25 film di Woody Allen, è stata anche direttrice responsabile per Vi presento Joe Black e La donna perfetta. È stata due volte nominata per gli Emmy Awards. Nel 2024 viene insignita del Premio Oscar alla carriera per il suo grande contributo nel campo del casting cinematografico. 